# Dennis Hamer
Dennis Hamer (* 16. März 1952 in Hamburg) ist ein deutscher Laiendarsteller.

## Leben
Hamer gehört – mit Unterbrechungen – seit dem 21. Januar 2013 (Folge 11) zu dem Hauptcast der Reality-Seifenoper Köln 50667, in der er die Rolle des britischen Rockers Jack Winston spielt.
Daneben spielt er als Gelegenheitsmusiker Blues.

## Filmografie
- 2013–2019, 2020: Köln 50667 als Jack Winston
- 2019: Ingo Kantorek – Ein Leben voller Leidenschaft (Doku über Ingo Kantorek)